# Greg Monroe
Gregory Keith Monroe Jr. (* 4. Juni 1990 in Harvey, Louisiana) ist ein US-amerikanischer Basketballspieler. Der 2,11 m große Monroe spielt auf der Position des Centers.

## Spielerlaufbahn

### Schul- und Universitätszeit
Monroe, der in New Orleans aufwuchs, besuchte die Helen Cox High School. Während seiner Zeit an der Highschool machte er durch gute Leistungen auf sich aufmerksam und wurde unter anderem in das McDonald’s All-American Team gewählt. Er entschied sich danach, die Georgetown University zu besuchen und spielte für deren Basketball-Mannschaft, die Hoyas. Dort spielte der Linkshänder eine überragende Freshman-Saison und wurde zum Rookie des Jahres der Big East Rookie gewählt. Dennoch verpassten die Hoyas die NCAA-Division-I-Basketball-Championship-Endrunde. Im Jahr 2010 erreichten sie das NCAA-Turnier, schieden aber in der ersten Runde gegen Ohio aus. Monroe blieb die Wahl zum All-American. In seinen beiden Jahren an der Georgetown University bestritt er insgesamt 65 Spiele für die Hochschulmannschaft, stand dabei stets in der Anfangsaufstellung und erzielte durchschnittlich 14,5 Punkte sowie 8,2 Rebounds, 3,2 Korbvorlagen und 1,5 Blocks je Begegnung.

### NBA
Bei der NBA-Draft 2010 wurde er an siebter Stelle von den Detroit Pistons ausgewählt, am 7. Juli 2010 unterschrieb er seinen ersten NBA-Vertrag. Am 30. Januar 2011 stellte er eine Karrierebestleistung mit 17 Rebounds auf und erreichte fünf Tage später einen weiteren persönlichen Höchstwert mit 20 Punkten. Er schloss seine Rookie-Saison mit 9,4 Punkten und 7,5 Rebounds pro Spiel ab und wurde ins NBA All-Rookie Second Team berufen.
In seinem zweiten Jahr verbesserte sich Monroe stark und erzielte 15,4 Punkte, 9,7 Rebounds, sowie 2,3 Assists pro Spiel. Und auch die Saison darauf blieben seine Statistiken mit 16,0 Punkte, 9,6 Rebounds und 3,5 Assists konstant gut. Dennoch verpasste Monroe mit den Pistons den Sprung in die Play-offs. In der Saison 2013/14 blieben seine Statistiken konstant, dennoch scheiterten die Pistons erneut an den Playoffs. Im Sommer 2014 wurde Monroe Restricted Free Agent und konnte zwar einen neuen Vertrag aushandeln, aber das letzte Wort hatten die Pistons. Aufgrund ausbleibender Angebote erhielt er bei den Pistons einen Vertrag in Höhe des Vorjahresgehalts (qualifying offer), womit er im Sommer 2015 vertragslos wurde und sich ohne Verpflichtung den Pistons gegenüber auf die Suche nach einer neuen Mannschaft begeben konnte.
Nach einem weiteren erfolglosen Jahr in Detroit, wo er 15,9 Punkte und 10,2 Rebounds im Schnitt erzielte, wechselte er im Sommer 2015 zu den Milwaukee Bucks. Bei den Bucks unterschrieb Monroe einen mit 50 Millionen US-Dollar dotierten Dreijahresvertrag. Zu Beginn der Saison 2017/18 wurde Monroe im Tausch für Eric Bledsoe von den Bucks zu den Phoenix Suns transferiert. Dort wurde sein Vertrag jedoch nach wenigen Monaten aufgelöst, im Februar 2019 unterschrieb er bei den Boston Celtics einen Vertrag für den Rest der Saison. Er verließ die Celtics am Saisonende und unterschrieb bei den in Kanada ansässigen Toronto Raptors einen neuen Vertrag.
Aufgrund der Verletzung von Jonas Valančiūnas im Dezember 2018 erhielt Monroe in der Folge vermehrt Einsatzminuten und kam dabei meist von der Bank. Durch das Tauschgeschäft der Toronto Raptors, bei dem Valančiūnas, C. J. Miles, Delon Wright und ein Draft-Zweitrundenauswahlrecht für Marc Gasol kurz vor dem Transferschluss getauscht wurden, wurde Monroe zu den Brooklyn Nets abgegeben, um finanziellen Spielraum im Rahmen der Gehaltsobergrenze (Salary Cap) zu schaffen. Doch dort wurde er nicht Teil der Mannschaft, denn die Nets entschieden sich, Monroe zu entlassen und auszuzahlen.

### FC Bayern München
Ende Juli 2019 wurde Monroe vom deutschen Bundesligisten FC Bayern München als Neuzugang vermeldet. In der Bundesliga erzielte in 19 Spielen für München im Schnitt 13,2 Punkte sowie 5,5 Rebounds je Begegnung.

### BC Chimki
Im Sommer 2020 wechselte er zu BK Chimki nach Russland. Im Januar 2021 kam es aus persönlichen Gründen zur Trennung.

### NBA-Rückkehr
In der Saison 2021/22 bestritt Monroe 25 Spiele (13,1 Punkte, 8,3 Rebounds/Spiel) für die Mannschaft Capital City Go-Go in der NBA G-League und kam erst zu NBA-Einsätzen für Minnesota (drei Spiele), Washington (zwei Spiele), Milwaukee (fünf Spiele) und dann für Utah.

### China
In der Saison 2022/23 stand Monroe in der Volksrepublik China bis Januar 2023 bei den Shanxi Loongs unter Vertrag.

## Karriere-Statistiken

### NBA

#### Hauptrunde
| Saison  | Team                                      | GP  | GS  | MPG  | FG % | 3P % | FT % | RPG  | APG | SPG | BPG | PPG  |
| ------- | ----------------------------------------- | --- | --- | ---- | ---- | ---- | ---- | ---- | --- | --- | --- | ---- |
| 2010–11 | Detroit                                   | 80  | 48  | 27.8 | .551 | .000 | .622 | 7.5  | 1.3 | 1.2 | 0.6 | 9.4  |
| 2011–12 | Detroit                                   | 66  | 66  | 31.5 | .521 | .000 | .739 | 9.7  | 2.3 | 1.3 | 0.7 | 15.4 |
| 2012–13 | Detroit                                   | 81  | 81  | 33.2 | .486 | .000 | .689 | 9.6  | 3.5 | 1.3 | 0.7 | 16.0 |
| 2013–14 | Detroit                                   | 82  | 82  | 32.8 | .497 | .000 | .657 | 9.3  | 2.1 | 1.1 | 0.6 | 15.2 |
| 2014–15 | Detroit                                   | 69  | 57  | 31.0 | .496 | —    | .750 | 10.2 | 2.1 | 1.1 | 0.5 | 15.9 |
| 2015–16 | Milwaukee                                 | 79  | 67  | 29.3 | .522 | .000 | .740 | 8.8  | 2.3 | 0.9 | 0.8 | 15.3 |
| 2016–17 | Milwaukee                                 | 81  | 0   | 22.5 | .534 | .000 | .741 | 6.6  | 2.3 | 1.1 | 0.5 | 11.7 |
| 2017–18 | Milwaukee / Phoenix / Boston              | 51  | 14  | 20.4 | .565 | —    | .739 | 6.9  | 2.2 | 0.9 | 0.5 | 10.3 |
| 2018–19 | Toronto / Boston / Philadelphia           | 43  | 2   | 11.2 | .487 | .200 | .625 | 4.0  | 0.6 | 0.3 | 0.2 | 5.3  |
| 2021–22 | Minnesota / Washington / Milwaukee / Utah | 14  | 0   | 13.9 | .561 | —    | .522 | 4.6  | 1.6 | 0.6 | 0.7 | 5.4  |
| Gesamt  | Gesamt                                    | 646 | 417 | 27.4 | .514 | .059 | .703 | 8.2  | 2.1 | 1.1 | 0.6 | 13.0 |

#### Play-offs
| Saison  | Team         | GP | GS | MPG  | FG % | 3P % | FT % | RPG | APG | SPG | BPG | PPG  |
| ------- | ------------ | -- | -- | ---- | ---- | ---- | ---- | --- | --- | --- | --- | ---- |
| 2016–17 | Milwaukee    | 6  | 0  | 23.5 | .529 | —    | .833 | 7.3 | 1.7 | 1.3 | 0.5 | 13.2 |
| 2017–18 | Boston       | 11 | 0  | 9.5  | .500 | —    | .682 | 3.2 | 0.5 | 0.2 | 0.2 | 4.8  |
| 2018–19 | Philadelphia | 10 | 1  | 9.0  | .400 | .250 | .788 | 3.1 | 0.4 | 0.5 | 0.4 | 4.0  |
| Gesamt  | Gesamt       | 27 | 1  | 12.4 | .481 | .250 | .770 | 4.1 | 0.7 | 0.6 | 0.3 | 6.4  |